# Linda Baldrich
Linda Baldrich (Colombia; 21 de septiembre de 1984) es una actriz colombiana, reconocida por su participación en la serie de televisión Sin senos no hay paraíso y Victorinos y la película Sin tetas no hay paraíso.

## Carrera
Linda inició su carrera en televisión con una participación en la telenovela Juego limpio en 2005, para integrar tres meses más tarde el elenco de Pandillas guerra y paz en el papel de Elsa Piedad. Integró el elenco recurrente de la serie Sin senos no hay paraíso, apareciendo también en otras producciones relacionadas con la novela de Gustavo Bolívar como la película de 2010 Sin tetas no hay paraíso. Protagonizó junto a Francisco Bolívar el largometraje de Colbert García Silencio en el paraíso en 2011. En 2013 integró el reparto de la serie de televisión Secretos del paraíso y en 2016 actuó en la telenovela Sinú, río de pasiones. En 2019 se integra al elenco principal interpretando el mismo personaje en el El final del paraíso.

## Filmografía

### Televisión
| Año          | Título                     | Personaje                                           | Cadena             |
| ------------ | -------------------------- | --------------------------------------------------- | ------------------ |
| 2023         | Emma Reyes                 | Helena                                              | Señal Colombia     |
| 2023         | Duro contra el mundo       | Participante                                        | Canal RCN          |
| 2022         | Leandro Díaz               |                                                     | Canal RCN          |
| 2022         | Te la dedico               | Elsy                                                | Canal RCN          |
| 2019         | El final de paraíso        | Natalia Bermúdez                                    | Telemundo          |
| 2016         | Manual para ninjas         |                                                     | Caracol Televisión |
| 2016         | Sinú, río de pasiones      | Elsa Mogollón / Adelaida                            | Caracol Televisión |
| 2016         | La niña                    | Melissa                                             | Caracol Televisión |
| 2015         | La esquina del diablo      |                                                     | UniMás             |
| 2013-2014    | Secretos del paraíso       | Lucía                                               | Canal RCN          |
| 2010-2011    | Ojo por ojo                | Lorena                                              | Telemundo          |
| 2010         | Decisiones extremas        | Ana, Ep: Bebe de repuesto Beatriz, Ep: La rechazada | Telemundo          |
| 2010         | A corazón abierto          | Dra. Ruíz                                           | Canal RCN          |
| 2009-2010    | Victorinos                 | Karen Hernández                                     | Telemundo          |
| 2009         | Pandillas, guerra y paz II | Elsa Piedad                                         | Canal RCN          |
| 2008-2009    | Sin senos no hay paraíso   | Natalia Barragán                                    | Telemundo          |
| 2007         | Sin ruta                   |                                                     | Señal Colombia     |
| 2005-2006    | Juego limpio               | Daniela Pérez                                       | Canal RCN          |
| 1999-2004/05 | Pandillas, guerra y paz    | Elsa Piedad                                         | Canal RCN          |

## Cine
| Año  | Título                   | Personaje                 | Nota |
| ---- | ------------------------ | ------------------------- | ---- |
| 2022 | Ermitaño                 | Amanda                    |      |
| 2018 | El que se enamora pierde | Alaska                    |      |
| 2011 | Silencio en el paraíso   | Lady                      |      |
| 2010 | Sin tetas no hay paraíso | Yésica Franco "La Diabla" |      |